# 100-as évek
Évszázadok: 1. század · 2. század · 3. század
Évtizedek: 50-es évek · 60-as évek · 70-es évek · 80-as évek · 90-es évek · 100-as évek · 110-es évek · 120-as évek · 130-as évek · 140-es évek · 150-es évek
Évek: 100 · 101 · 102 · 103 · 104 · 105 · 106 · 107 · 108 · 109

## Események és irányzatok
- Traianus két háborúja a dákok ellen.

## Híres személyek
- Traianus római uralkodó (98 – 117)
- Tacitus római történetíró (55?-120?)
- I. Sándor pápa (105-115)